# Micraxylia albicans
Micraxylia albicans là một loài bướm đêm trong họ Noctuidae.